# Линч, Эндрю Грин
Эндрю Грин Линч (англ. Andrew Green Lynch; 3 октября 1902, Ютика, штат Нью-Йорк — 25 января 1966, Барневелд, штат Нью-Йорк) — американский дипломат. Первый посол США в Сомали (1960—1962), временный поверенный в делах США в Ливии (1951—1952).

## Биография
Эндрю Грин Линч родился 3 октября 1902 года в городе Ютика (штат Нью-Йорк), в семье Джеймса Депейстера (1868—1918) и Джулии Генриетты Линч (1877—1972). Окончил Гарвардский университет, позднее поступил на дипломатическую службу в Государственный департамент США.
Незадолго до признания США Королевства Ливии в 1951 году Линч был генеральным консулом США в Триполи. 24 декабря 1951 года, после установления дипломатических отношений между Соединёнными Штатами и Ливией и преобразования консульства в представительство Эндрю Линч был назначен временным поверенным в делах. Он находился на данной должности до марта 1952 года, когда его сменил посланник Генри Виллард.
В 1958 году Эндрю Линч был утверждён на должность генерального консула США в Могадишо на подопечной территории Сомали.
1 июля 1960 года, после обретения независимости Сомалийской республики генеральному консульству США в Могадишо был присвоен статус посольства, а Линч стал временным поверенным в делах. Четыре дня спустя, 5 июля, он был назначен Чрезвычайным и Полномочным послом. Он вручил свои верительные грамоты 11 июля, после чего официально стал первым посолом США в Сомали, проработав на данной должности до мая 1962 года.
Умер 25 января 1966 года в своём доме в Барневелде, штат Нью-Йорк. Был похоронен на кладбище Форест-Хилл города Ютика.